# Josefina Oliver
Josefina Oliver (Buenos Aires, 1 de marzo de 1875, Ib., 23 de enero de 1956) escribió un diario personal en 20 tomos que comprenden desde 1892 hasta el día antes de su muerte. En él registra su vida diaria y contexto. Fue una fotógrafa y artista visual argentina que tomó 2730 fotos, de las cuales iluminó (coloreó) 1050. Ideó escenografías para numerosas tomas, y con las mejores fotografías creó 200 collages y 120 postales.
Su obra, velada durante años, hoy resulta contemporánea por su factura y su aporte a una perspectiva más amplia de la historia desde fines del siglo XIX hasta mediados del siglo XX en Argentina, habilitando reflexiones sobre género, identidad y memoria.

## Biografía
Nace el 1 de marzo de 1875, en Caballito, Buenos Aires.
“(...) nacimos en una quinta de Caballito (Rivadavia 1537 y según mi fé de bautizmo, numeración antigua- hoy es el 4.000 y pico y todo está edificado por allí-”
Sus padres, Pedro Oliver y Juana Rebasa, viuda -que trae a su hijita de un primer matrimonio y a su madre-, llegan al Puerto de Buenos Aires el 25 de noviembre de 1870 desde Palma de Mallorca, España. La tradición oral familiar dice que viajaron en la corbeta La Constancia, de la que se conserva un cuadro pintado por Louis Pellegrin en 1855. Del matrimonio nacen Josefina y Catalina, casi tres años menor. Ambas asisten a la escuela pública, pero Josefina debe abandonarla a los catorce años para ocuparse del hogar en reemplazo de su madre, internada por una enfermedad de salud mental.
En 1894 muere Juana Rebasa en el Hospicio de Mujeres Dementes de Buenos Aires (hoy Hospital Moyano). La familia calla en vida esta situación que forma parte de los tabús sociales de entonces; sin embargo, las hijas llevan luto riguroso y van con su padre al Cementerio de la Recoleta a dejarle una corona de flores de porcelana.
En 1907, Josefina se casa con su primo Pepe Salas Oliver con quien tiene cuatro hijos, el primero fallece en el parto en 1910, en Capital Federal. Ese año viajan a Palma de Mallorca, España, donde nacen sus dos hijas, Isabel (1911) y Juana (1912). Al regresar a la Argentina en 1914, viven en Adrogué, provincia de Buenos Aires, donde nace Pedro (1915), el hijo menor. En 1921 sufre un desprendimiento de retina del ojo izquierdo, corre el riesgo de quedar ciega y se sobrepone con reposo estricto. Edita en ese tiempo un primer tomo con sus siete primeros cuadernos del Diario.
El matrimonio y sus tres hijos regresan a vivir a Palma de Mallorca, en 1922, donde los niños crecen y se educan. La hija mayor se casa allí con el médico palmesano Manuel Balaguer, con quien tiene dos hijos, Manolo e Isabel Balaguer Salas. En 1937, en el marco de la Guerra Civil Española, Josefina y Pepe regresan a Buenos Aires con su hijo Pedro, argentino, quedando sus dos hijas en España.
En 1939 se casa en Palma de Mallorca su hija Juana con José Vich, y tiene un bebe que muere repentinamente a los cuatro meses. Acto seguido, Juana se suicida. Esta tragedia golpea profundamente a Josefina y su marido, quien en agosto fallece de una neumonía. Isabel, la hija mayor, viaja embarazada a Buenos Aires con sus dos hijitos para acompañar a su madre. Viven juntos en un departamento cerca de Catalina, hermana con quien Josefina mantuvo una relación estrecha toda la vida. Al mes de llegar nace Pepita, la beba esperada por Isabel, alegría revitalizadora para Josefina. Un año después, Isabel logra reunirse con su marido Manuel Balaguer, alejado hasta entonces por la Segunda Guerra Mundial. Viven los cinco con Josefina durante quince años, hasta su fallecimiento el 23 de enero de 1956.

## Obra
La obra de Josefina Oliver se pudo ver como tal recién cuando sus diversas partes fueron reunidas por Patricia Viaña. Como mujer del siglo XIX, Josefina tenía vedada la acción fuera del hogar o del círculo de las amistades; publicar obra era cosa de varones. La coerción ejercida por la propia familia, la prensa, la sociedad toda sobre unas pocas adelantadas como Julieta Lanteri, Elvira Rawson, Delfina Bunge era un ejemplo claro para cualquier mujer que aspirase a la independencia. Josefina Oliver aceptó los condicionamientos de su tiempo, pero logró contravenirlos con su trabajo artístico sin fronteras temporales ni de género, pese a su escasa educación formal.
El análisis de su vida muestra posibles conexiones entre sus expresiones artísticas y los hechos dramáticos que vivió. Los problemas mentales de su madre probablemente hayan influido en su elección de la fotografía y sobre todo del iluminado (coloreado) de sus copias, algo inusual para el blanco y negro de la época. “Josefina hablaba por imágenes”, dice Inés Tanoira, fotógrafa que la estudió. En contraposición, escribe y tacha este tema en su diario para evitar dejar registros de sus visitas al Hospicio de Mujeres Dementes y del día del fallecimiento de su madre.
Una situación análoga, angustiante como la anterior, la pérdida del ojo izquierdo en 1921, dio inicio a la edición del primer tomo del Diario: Apuntes I. En 1943, tres años después del suicidio de su hija Juana, editó sus cuadernos en 11 tomos que dio a encuadernar a varias imprentas.

### Descubrimiento
En octubre del 2006, Patricia Viaña le pidió a su prima, Isabel Balaguer, un tomo del diario de su abuela Josefina Oliver. Al recibirlo, vio que era el Tomo tercero, y en sus hojas encontró adheridas fotos sacadas por Josefina. Gracias a ellas, pudo identificar a la autora de las fotografías que había encontrado 23 años antes en su casa, en donde vivió su abuela Catalina Oliver, hermana de Josefina. Las 100 imágenes que tenía, más las nuevas del Diario, la llevaron a pensar que estaba ante una fotógrafa que, tal vez, era interesante para la fotografía argentina. 
Con el fin de comprobarlo, se dedicó a buscar todo el material de su tía abuela que hubiera en la familia. Gracias a sus primos, pudo leer los 20 tomos del Diario, escanear sus 8400 páginas y recuperar unas 2730 fotos guardadas por Josefina Oliver en álbumes, postales y collages. En sus casas también logró encontrar las revistas que leía, como La Ilustración Sudamericana, El Correo de Ultramar o Caras y Caretas. También muchas partituras de música: óperas, como "Manon" o "Tannhäuser"; zarzuelas, como "La Verbena de la Paloma"; tangos, como "El Ceibo"; polkas y folclore, como los tristes de Julián Aguirre; todo esto sumado a cuadros pequeños y dibujos de familiares.
Más adelante, en el Tomo 2, encontró un texto autónomo que Josefina registró con el título "Mi Biblioteca en el año 1900". Es un índice de ocho páginas con libros y revistas, entre ellos figuran La Mujer de Jules Michelet, La Fotografía Moderna de Francisco Pociello y obras de Samuel Smiles como El Carácter, El Deber, El Ahorro, La Ayuda Propia.
Viaña fue recopilando, así, esa enorme cantidad y variedad de material disperso, inadvertido hasta el año 2006. Con él reunido creó el Archivo Josefina Oliver para su uso como investigadora, gracias a él emergió la obra completa de Josefina Oliver desde 1892 hasta 1956. También Viaña estudió el contexto histórico de Josefina para situar la obra en su época y lograr un análisis integral de su mundo; junto a ella, diferentes profesionales investigaron el material, constatando el entramado que esta autora logró en su obra completa.
A Josefina Oliver se la puede encontrar en su propia página web, en numerosos blogs, perfiles de Instagram, Facebook y Vimeo.

### Diario personal
El 1 de enero de 1892, Josefina Oliver empieza a tomar “apuntes” de su vida diaria en cuadernos cuadriculados. Los primeros años redacta pocas carillas, pero a partir de 1898 comienza a escribir regularmente. Es una escritora consciente y decidida cuando inicia el segundo tomo, de 1899 a 1902. A partir de entonces cambia el nombre de "Apuntes" a "Diario" e incluye fotos y sueltos entre los textos. Terminará hablando con orgullo de “Mi Colección”: 8400 páginas reunidas en 20 tomos al año 1956, una verdadera galería de arte personal en donde despliega sus fotografías, collages y escritos, y expone la obra de toda su vida.

#### Registros escritos
Josefina Oliver sigue un impulso interno de testimoniar, de asentar su alrededor, va dejando un detalle de época con el que compone un panorama de la sociedad en que vivió.
En el plano educativo o cultural describe las diferentes escuelas a las que concurrió, con sus directoras, maestras de grado y condiscipulas. Registra los clubes sociales: el Club Español, el Centre Catalá -hoy Casal de Catalunya- y la Casa Balear, que nucleaban a los diferentes inmigrantes españoles. También su asistencia a espectáculos: los teatros, las compañías que actuaban y, en algunos casos, sus apreciaciones de las obras. La primera función de cine a la que concurrió en agosto de 1896, en el Teatro Odeón, en Buenos Aires, cuyo estreno quince días antes inauguró la cinematografía en Argentina. Describe cuando su vecino, Ricardo Candriani, y su esposa le presentan a sus amigos, artistas italianos: Decoroso Bonifanti, quien hace una carbonilla suya, y Antonio Alice, quien pinta un cuadro a partir de uno de sus autorretratos fotográficos.
Va registrando los cambios de época en la vida cotidiana: los tranvías a caballo que se convierten en eléctricos a partir de 1897; el agua en baldes, tinajas y aljibes pasa a ser agua corriente en 1895; el cambio de los pozos sanitarios por cloacas; la iluminación de faroles de gas se transforma en luz eléctrica; la cocina a leña se convierte en la nueva cocina a gas.
Describe el cambio de la Ciudad de Buenos Aires: el reemplazo de los “huecos” por plazas; la construcción de nuevos barrios y edificios importantes; la apertura de la Avenida de Mayo, que implicó la demolición de muchas manzanas; la aparición del Teatro Colón. En sus paseos habituales detalla el Zoológico; los cementerios de la Recoleta y Chacarita que, además de necrópolis, eran entonces espacios de recreación; el Skating Ring, donde iban a patinar. Los paseos por el día a Tigre; la Isla Maciel; Quilmes; los carnavales en Montevideo, Uruguay; Mar del Plata y la chacra de San Vicente comprada por su padre, Pedro Oliver, en diciembre de 1896. Un lugar destacado ocupan sus viajes en transatlántico a Europa, donde describe el día a día en el barco y, al llegar, las ciudades que recorre en España, Francia e Italia.
A medida que va escribiendo, detalla también enfermedades con sus tratamientos; muertes, que dan cuenta de la alta tasa de mortalidad en niños, al igual que en adultos por falta de antibióticos y ausencia de conocimientos médicos. Los suicidios, no pocos, y los abortos, ya espontáneos o inducidos.
Entre muy numerosos sucesos nacionales descritos, se encuentran la Revolución del Parque en 1890 y las huelgas en Buenos Aires a principios de siglo, la asunción de diferentes presidentes, sus decesos y el espacio destacado que dedica a la muerte de Evita Perón en 1952. En los acontecimientos internacionales figuran la pérdida de la isla de Cuba como colonia española en 1898, la Guerra Civil Española y la Segunda Guerra Mundial, entre muchos otros.
Tiene un estilo llano en su Diario, comenta solo lo apropiado, lo que “debe ser” en estilo victoriano. Salvo un par de veces, en que se enoja y el dolor desborda su espíritu certero y fuerte.
Este último tono franco aparece en tres textos autónomos en los tomos XV, XVI y XVII. Para distinguirlos, los escribe dando vuelta las páginas de los cuadernos. Hablan de su mundo mítico personal, de su intimidad, los temas más queridos por su memoria.
1 - Los “Cuentos de Abuelita”, escuchados en su infancia a su abuela materna, eran mallorquines, breves e interesantes. De ellos dice: “estos cuentos tienen antigüedad de siglos”.
2 - “YO (Algunos recuerdos)” es una pequeña autobiografía, intercalada a fin de mayo de 1949, compuesta en 12 carillas abigarradas de datos, personas, lugares y acontecimientos de su niñez y juventud. A los 74 años, el recuerdo vívido hace volar su pluma a través de los años, con un estilo coloquial, pintoresco y mordaz; con la misma espontaneidad y gracia que tiene en sus cartas.
3 – “Casas que recuerdo”, en donde detalla los hogares familiares, desde su nacimiento hasta 1952, durante 77 años.

#### Incorporaciones a escritos
Desde el Tomo II comienza a enriquecer sus textos con fotos propias, de autores varios y de profesionales, junto a ferrotipos, pasatiempos y juegos. Toma ideas de las revistas del momento como Blanco y Negro o La Ilustración Artística, que de esa manera aligeraban sus textos, diferenciándose de los semanarios más viejos como El Correo de Ultramar.
Además, agrega boletos de tranvía, menús, listas de pasajeros de sus viajes en transatlántico, programas de teatro y conciertos, invitaciones varias, estampitas, flores frescas, postales hechas por ella con sus fotos y otras regaladas por amigos, junto a diversos sueltos. 

#### Edición
Josefina reescribe y relee sus apuntes a lo largo de toda su vida, ampliándolos con pequeños datos. Es muy honesta, por lo tanto es excepcional que tache lo ya escrito. A lo largo de su Diario, inserta 1866 fotos de las que 1260 son propias, el resto pertenecen a fotógrafos profesionales o autores varios. De esta manera, crea un lienzo que fue entramando a lo largo de toda su vida, en donde une la escritura, la fotografía y los collages.
En el año 1921 sufre un desprendimiento de retina en el ojo izquierdo. Bajo el consultorio de su oculista funciona una imprenta, y deja a encuadernar allí la edición que arma con sus siete cuadernos iniciales “de apuntes”: su tomo iniciático.
En 1940, se suicida Juana, su hija menor, a causa del fallecimiento inesperado de su bebé de pocos meses. Pepe, el marido de Josefina, muere cinco meses después por una neumonía. El dolor la abruma todo el primer año y, aunque nunca olvida a sus seres queridísimos, en agosto de 1943, en apenas quince meses, lleva adelante la edición de sus once tomos, compuestos por 24 cuadernos escritos durante 38 años. Mientras los hace encuadernar, Josefina continúa la redacción habitual de los cuadernos que conformarán los tomos 13 y 14.
En diciembre de 1952, le entregan los tomos 15 y 16 ya terminados. Josefina edita los siguientes, pero deja detallada la forma en que deben ser encuadernados en el futuro: “Tapas semiflexibles cuerina azul marino en la tapa: /Josefina Oliver de Salas/ Diario./ 1952-1953. En el lomo: Diario Tomo XVIII/ J. O. de S. -2 hojas en blanco- Señalador. Por favor no alterar el orden”, y explica: “cosa que no podré hacer yo por mi edad y mi salud quebrantada” (Tomo 18, p. 247c).

### Fotografía
En 1895, un vecino, Ricardo Candriani, la conecta con la fotografía junto a un amigo, Ulderigo Tabarracci. Le sacan fotos en Buenos Aires y en la chacra de San Vicente. Tabarracci le presta  su máquina a Josefina Oliver, que desde entonces experimenta y aprende esta técnica nueva con ellos y con amigas.
Hacia fines de 1899, su padre compra una máquina fotográfica Edison. Se puede leer en su diario cómo, durante los primeros años, se provee de materiales en distintas casas del ramo: Enrique Lépage, en donde trató mucho a su dependiente Max Glucksmann; Ortuño; Widmayer; Stein; Seghen; Casa Rosauer y la pinturería Monserrat, en Buenos Aires. Años después, en Rossi Lavarello; Lutz, Ferrando y Cía. En Rosario en El Águila.

#### Intervenciones
Josefina hace intervenciones en muchas de sus fotos, tanto en los negativos, como en las copias. Las más llamativas son las copias que ilumina (colorea) con pintura a la albúmina, a unas pocas para unirlas las borda sobre el cartón, en lugar de pegarlas.
Revela la mayoría de los negativos dando color a varios de ellos. A los preferidos los imprime en papeles artísticos con formas de paleta de pintor, rombos o corazones, con emulsión ya preparada, que generan encuadres nuevos. Por otro lado, suele hacer varias copias de un mismo negativo y luego los ilumina de distintas maneras. Aplica esta técnica a fotos propias y de autores varios, creando una obra distinta a la primigenia. Son las “variaciones” de Josefina Oliver.
Entre sus fotografías iluminadas, se encuentran algunas cuya emulsión se ha desvanecido. Como resultado, vemos hoy imágenes que parecen pequeños cuadros. Según la investigación de Clara Tomasini, esto se debe a la técnica de revelado utilizada por Oliver.  

#### Escenografías
Josefina escenifica algunas tomas. Muchas fotos son fuera de Buenos Aires, donde más se inspira. Elige a su hermana, Catalina, como actriz principal, la “china Vicenta” es el personaje que suele interpretar: “Chacra Sta. Ana en San Vicente Propiedad de Pedro Oliver Rancho de las abejas Catalina Oliver, haciendo de china Vicenta”, escribe en la foto. No se queda solo con seres humanos, personifica animales, como al perro perdicero de la familia, Quim, que pasa a ser el “Doctor Quim” en la puerta de su estudio de abogacía. Sus amigas aparecen vestidas de paisanas junto a una tranquera, con trenzas larguísimas tocan guitarra, comen sandía o ceban mate en el rancho. Y las zagalas vuelven alegres conversando luego de trabajar en el campo.
En Buenos Aires, estas escenificaciones cambian y se incorporan a un ambiente más formal, recordando personajes de la simbología patria o cuadros al estilo de Rembrandt. En el primer grupo, ella se presenta, mediante el iluminado, como alegoría de la bandera argentina, inscribiéndose en la serie de fotos iconográficas históricas, como una Marianne en la Revolución francesa, modelo luego tomado en nuestro país.

#### Autorretratos
Josefina Oliver es una fotógrafa peculiar. En una época en la que la mujer carece de espacio propio, ella elude ese contexto y crea una dimensión personal al tomarse cien autorretratos en los que convoca a “más-caras”. Reafirma su identidad con el epígrafe “YO” en casi todos ellos —leitmotiv de su Diario a lo largo de 64 años y de su autobiografía así titulada en 1949—. Si bien a veces alguien aprieta el disparador de su cámara, la toma entera pertenece a Josefina, a veces actriz, y siempre creadora de sus puestas en escena.
A través de estas tomas indaga posibles yos que van más allá de su condición social, civil o de género. Es tanto burguesa aseñorada, española y/o porteña clásica como zagala volviendo de las labores del campo; recién casada, con traje de novia de la hermana, “Me lo puse por ver cómo me quedaba” es el epígrafe de esta foto tomada en plena soltería.
En otros autorretratos, corta su propia cabeza y la pega en el Diario o en postales, incluyéndola, por ejemplo, como parte de un centro de mesa. También se piensa varón, con bigote y boina: “Este es un amigo de Pepe, de la fábrica, que vino á pasar el Domingo, y que al nombrar nosotros á Genaro dijo que lo conocía mucho y era amigo de él”, escribe en la postal que envía a su hermana con la foto, ejemplo claro del humor de Josefina Oliver, que aparece en muchas de sus tomas.

#### Edición
A medida que fotografía, Josefina Oliver conserva todas las copias que hace de sus negativos. Compra álbumes para guardarlas y los edita de acuerdo a su calidad. Deja dos voluminosos con el descarte, con copias en blanco y negro o sepia. Por otro lado, edita dos pequeños, deliciosos, de 15x12cm con 22 fotos cada uno, todas iluminadas (coloreadas) por ella a pincel con pinturas a la albúmina. Y un álbum especial dedicado a su sobrina Mercedes García Oliver, “La Nena”, con 162 fotos iluminadas; entre ellas coloca 15 autorretratos. En total edita, desde el año 1900, diez álbumes con 1164 fotos propias.

### Collage
Los collages de Josefina Oliver tienen distintos períodos desde 1899 hasta 1954. Comienza a pegar (coller) en su diario fotos, textos, cartas, notas necrológicas, recortes de diario, mapas, programas de música o veladas teatrales.
Oliver compone 200 postales que arma con sus fotos y envía a parientes y amigos, al redactar el texto, completa un cosmos propio que envía por correo. Esto abarca el primer período de collages, que va de 1899 a cerca de 1910. Un segundo momento comienza a partir de 1925, viviendo en Mallorca, España, cuando su marido, Pepe Salas, instala un laboratorio fotográfico y se dedica a copiar los vidrios de su primera época. Ella, con un ojo perdido por desprendimiento de retina, las ilumina y hace collages con muchas. El último período, alrededor de 1943, es muy rico. Josefina sigue incorporando material en su diario. A la imprenta que le encuaderna los tomos, le pide el agregado de hojas blancas, que serán la galería donde va a desplegar sus mejores fotos.
En este tiempo, arma también una obra particular, el Libro de curiosidades. No es la única, ya que hizo varias más —hoy perdidas, pero registradas por ella en sus escritos— como "La vida de Martín Fierro"; un álbum de recortes de 200 páginas; "Vogue 200 láminas de mujeres en colores maravillosos; "Álbum de interiores"; “un libro de pegotes, retratos, paisajes”; “un álbum chico en colores de modelos”.

#### Libro de curiosidades
Josefina Oliver arma una obra muy ecléctica, el Libro de curiosidades, hacia mayo de 1952. Contiene dibujos de niños; numerosos poemas, entre ellos un fragmento de Hamlet; notas sobre ortografía; páginas sobre temas españoles; temas internacionales; una revisión política condensada con críticas a radicales, a peronistas; y, por otro lado, un homenaje a la figura de Evita como mujer en un símil vía crucis de 15 páginas completas con sus fotos. Vuelve al tema del género con otras figuras femeninas como la Dama de Elche del siglo IV a.c; “La Balenguera” (la panadera), poema mallorquín del siglo XIX, que contrasta en la misma página con la “Intellectual’s woman” norteamericana, de 1946.

#### Altares
A partir de 1948 comienza a incorporar al Diario “altares”, collages con fotos que compone en homenaje a sus seres queridos o antepasados. Es la forma visual que da a su dolor y recuerdo profundos, el locutorio donde se reúne con ellos. Incorpora flores naturales o pintadas a mano, escapularios o tarjetas. Son en recuerdo de su hija Juanita, fallecida en 1940; de su marido, Pepe; sus padres y abuelos. A veces, Josefina se incluye en estas creaciones, que sintetizan su mundo mítico. El punto máximo de ellos es un vía crucis de 50 páginas realizado al enmudecer ante la muerte de su hija, donde deja de escribir el Diario y solo atina a plasmar este conjunto de fotos a página completa.

#### Postales
Josefina compra postales en casas de fotografía, cartulinas pequeñas de colores lisos con su reverso listo para remitir por correo, y en ellas adhiere sus mejores fotos iluminadas, algunas sujetándolas con un bordado con hilo. El deseo de mostrar sus creaciones la lleva a armar cientos de estas pequeñas obras que prodiga a sus amistades y relaciones. Este gusto personal se refuerza a partir de 1901 con la moda del intercambio mundial de tarjetas postales, muy bien impresas y a mitad de costo de una carta.

### Correspondencia
Si bien su diario, comenzado a los 16 años, es la parte escrita más importante de la obra de Josefina, la correspondencia formada por cartas y postales es relevante para analizar su obra, especialmente el Diario. Contrasta el estilo muy controlado en este último, sin demasiadas opiniones personales, con el epistolar, en el que se ve el carácter vivo, intenso y tan personal de Josefina Oliver.
Entre las postales, se distinguen las comunes, compradas y las creadas por ella con sus propias fotos, donde en muchos casos aporta datos o reflexiones sobre el trabajo realizado.

## Creación del Archivo Josefina Oliver
En el 2006, la curiosidad de Patricia Viaña por conocer el diario personal de Josefina Oliver, su tía abuela “Papa”, hizo que pidiera un tomo a Isabel Balaguer, nieta de Josefina. Al abrirlo, encontró fotos adheridas en las páginas, sacadas y coloreadas por Josefina, que conformaban una vidriera con su obra visual resignificando la obra escrita. La cantidad y variedad de las fotos hablaban de una posible fotógrafa de interés para la cultura de Argentina. Por esto decidió contactar a especialistas en foto antigua y ampliar la búsqueda de obra a las casas de todos sus primos: en Capital Federal; Rosario, Santa Fe, y Údine, Italia. Así, a lo largo de estos años, fue emergiendo una obra monumental, imbricada día a día con su entorno de 1892 a 1956.
Con todo este material, sumado a diversas investigaciones realizadas a partir de él, Patricia Viaña creó el Archivo Josefina Oliver, que hasta el día de hoy comprende:
- una colección, editada por Josefina Oliver, de 20 tomos del diario personal (escrito de 1892 a 1956) en 8400 páginas.
- 1260 fotos suyas que ilustran el Diario, 600 iluminadas con pintura a la albúmina, y 322 fotos entre profesionales y autores varios. Sueltos de prensa, menús, postales, bocetos, registros de cuentos de tradición oral y juegos de la época, así como flores frescas incorporadas a las páginas.
- 250 cartas escritas por ella y 400 postales: 200 escritas por Josefina, de las cuales 120 están diseñadas por ella con sus fotos; y 200 comunes.
- 6 poemas breves.
- 2700 fotos propias, de las cuales iluminó (coloreó) 1050. Entre las que se encuentran: 127 fotos sueltas, 1237 fotos editadas en 10 álbumes, 1230 fotos editadas en diarios y 120 fotos en postales diseñadas por ella con collage.                                                                                
- 200 collages en álbumes, postales y Diario.                
- El Libro de Curiosidades: un libro de collages del año 1949.
En el año 2010, el Instituto Nacional de Antropología y Pensamiento Latinoamericano (INAPL) solicitó, a través de Silvia Gattafoni, su bibliotecaria, la guarda del Archivo dado el carácter polisémico de la obra de Josefina Oliver. Este reconocimiento fue muy agradecido, pero declinado por la familia, que prefirió conservarlo en su poder.
A mitad de diciembre del 2016, Silvia Gattafoni invitó a Patricia Viaña, por su trabajo en el Archivo Josefina Oliver, a unirse a la Red Argentina de Acervos Fotográficos, Audiovisuales y Sonoros (RAAFAS), grupo con proyección nacional, con el que trabajó durante el año siguiente.

## Investigaciones
La reunificación e investigación de la obra de Josefina Oliver originó varias ponencias de Patricia Viaña en los Congresos de Historia de la Fotografía de los años 2009, 2014 y 2019; y en la Jornada Provincial Histórica y Fotográfica de Quilmes del 2013, organizada por Fernando San Martín. La cátedra de Conservación de Archivos Fotográficos, a cargo de Vivian Spoliansky y Natalia Efron, invitó a Patricia Viaña a disertar sobre el Archivo Josefina Oliver en los años 2017 y 2018 en la FFyL de la Universidad de Buenos Aires y el Museo Etnográfico Juan B. Ambrosetti, dependiente de esta. También Viaña presentó a Oliver en una jornada de la Facultad de Filosofía y Letras de la Universidad de Tucumán y fue invitada por Marina Cañardo, directora del Museo Nacional de Arte Decorativo, a una charla de investigadoras sobre artistas mujeres. Además, se publicaron varios escritos acerca de la vida y obra de su vida y obra en revistas académicas. 
Desde el primer momento, Josefina Oliver contó con el apoyo de investigadores y/o profesionales especializados, como Abel Alexander, historiador de fotografía antigua, y Florencia Blanco, fotógrafa profesional. Su obra fue utilizada por investigadores como fuente en sus libros, artículos y producciones audiovisuales:
- Alejandra Niedermaier lo incluyó en su libro La mujer y la fotografía. Una imagen espejada de autoconstrucción y construcción de la Historia, en el año 2008. También en Mujer, fotografía e historia. Vínculos en Latinoamérica y su versión traducida al francés.[33]
- Las fundaciones Walter Benjamin y Arcor incorporaron sus fotografías premiadas en el libro Infancias: Varios Mundos. Imágenes y Miradas de la Patria, resultado del concurso con el mismo nombre que se presentó en la Casa del Bicentenario, en homenaje a la Patria en sus 200 años. [34]
- Daniel Schávelzon, arquitecto y arqueólogo urbano, publicó fotos de Josefina Oliver en su artículo “Litofanías en arqueología, o la búsqueda de la cuarta dimensión para la pornografía”. También eligió otras fotos de Josefina para su nuevo libro sobre rocallas, El árbol de cemento. [35]
- Paola Vega, artista, incluyó a Oliver entre una selección de artistas argentinas en su libro Las promesas.
- Luce Lebart y Marie Robert publicaron Une histoire mondiale des femmes photographes y, dos años después, su edición en inglés A World History of Women Photographers.[36][37]
- Dario Schvarzstein la incluyó en La huella en la imagen, un documental sobre fotografía.[38]
- Fernando San Martín publicó parte de su obra en El Antiguo Pago De La Magdalena “Quilmes”. Fotografías (1850-1920).

Investigadores de diferentes partes del mundo han contactado a Patricia Viaña a través de los años para publicar parte de la obra de Oliver en blogs como Fotos Antiguas de Mallorca, Altamar y Puppa Magazine, y páginas web como Entre Lienzos.
El Centro de Fotografía de Montevideo recibió imágenes y textos de dos viajes hechos por Josefina Oliver en 1901 y 1902 a los carnavales de Montevideo; el Centro de Documentación de Arquitectura Latinoamericana (CEDODAL) también cuenta con fotografías de Oliver.

## Muestra
En enero del 2014, Oscar Smoje, director del Palais de Glace, convocó a Patricia Viaña para realizar la muestra Josefina Oliver - Colores del Silencio del 13 de marzo al 20 de abril, exhibición que prorrogó luego hasta el 1 de junio.
La estructura de esta exposición fue realizada en torno a tres ejes: “Hitos" (biografía), “Haces de locura y muerte” y “Collages de tiempo”, pensados por Eduardo Molinari, artista visual; Inés Tanoira, fotógrafa, y Patricia Viaña, investigadora y curadora del Archivo, a lo largo del año 2012. En el marco de la misma, Viaña organizó 4 eventos en jornadas diferentes:
- “Josefina Oliver. Mujer, Fotógrafa, Archivista”, mesa redonda compuesta por Abel Alexander, Valeria González, Eduardo Molinari, Inés Tanoira y Patricia Viaña.
- “Tertulia Musical”, en donde participaron Pablo Pollitzer, tenor y bisnieto de Josefina; Patricia Douce, soprano, y Sergio Bungs, al piano, con partituras de la música que tocaba Josefina Oliver.
- “Música en la tarde”, tarde lírica con Pablo Pollitzer, Patricia Douce y Carlos Koffman al piano.
- “Función de Gala”, performance bajo la dirección de Laura Kalauz, artista; Fernando Aita, escritor, y Gustavo Marega, tenor, con participación interactiva del público.

Se proyectó un video especialmente preparado para la muestra: Yo, basado en la figura y obra de Josefina Oliver y realizado por el director de cine Franco Verdoia.
Entre el público se acercaron dos escuelas. Magdalena Cambiasso, directora de Vos, Club Cultural de Español de Buenos Aires, llevó a sus alumnos, todos extranjeros, con el fin de comprender la conformación de la población de Buenos Aires a comienzos del siglo XX. También la profesora Azul Blaseotto, artista visual, fue con sus alumnos de primer año del Colegio Nacional de Buenos Aires.
El Palais de Glace tuvo una convocatoria de más de 21.000 personas.

## Libro
En septiembre del 2019 se presentó en FoLa (Fototeca Latinoamericana) el libro Yo   Josefina Oliver (ISBN 978-987-27610-5-9), que contiene una selección de fotos de esta artista.
Guillermo Ueno realizó la edición fotográfica. La acompañan cinco textos escritos por Abel Alexander, Eduardo Molinari, Valeria González, Guillermo Ueno y Patricia Viaña, que analizan la obra desde distintos puntos de vista. Hay notas y epígrafes de las fotos, junto a extractos del diario personal de Josefina Oliver.
El diseño del libro fue realizado por Laura Belvedere, la colorimetría fotográfica por Juan Beccar Varela y la traducción al inglés por María Magdalena Cambiasso y Patricia Viaña.